# Provincia Najran

Localizarea provinciei în Arabia Saudită

Najran (arabă: نجران Naǧrān) este una dintre provinciile Arabiei Saudite, localizată de-a lungul frontierei din sud cu statul Yemen. Are capitala la Najran.